# خسوف القمر مارس 2016
حدث خسوف شبه قمري للقمر في 23 مارس 2016، وهو الأول من ثلاثة خسوفات للقمر في عام 2016. كان القمر قبل 2.1 يوم فقط من الأوج، مما جعله صغيرًا جدًا، لذلك كان هذا خسوفًا للقمر "Micromoon".

## الرؤية
كان مرئيًا من شرق آسيا وأستراليا ومعظم أمريكا الشمالية.
|              |
| خريطة الرؤية |

## الخسوفات ذات الصلة

### كسوف 2016
- كسوف كلي للشمس في 9 مارس.
- خسوف شبه قمري للقمر في 23 مارس.
- خسوف شبه قمري للقمر في 18 أغسطس.
- كسوف حلقي للشمس في 1 سبتمبر.
- خسوف شبه قمري للقمر في 16 سبتمبر.

هذا الخسوف هو واحد من أربعة خسوف للقمر في سلسلة قصيرة العمر عند العقدة الصاعدة لمدار القمر.
تتكرر سلسلة السنة القمرية بعد 12 قمرًا أو 354 يومًا (العودة إلى الوراء حوالي 10 أيام في سنوات متتالية). بسبب تغيير التاريخ، سيكون ظل الأرض حوالي 11 درجة غربًا في أحداث متتالية.

### دورة نصف ساروس
سوف يسبق خسوف القمر خسوف الشمس ويتبعه 9 سنوات و 5.5 أيام (نصف ساروس). يرتبط خسوف القمر هذا بخسوفين جزئيين للشمس من سولار ساروس 149
| 19 مارس 2007 | 29 مارس 2025 |
| ------------ | ------------ |
|              |              |

## روابط خارجية
- 2016 Mar 23 chart:
- خسوف الناسك: 23 مارس 2016 - خسوف ما قبل القمر